# Флорестополис
Флорестополис (порт. Florestópolis) — муниципалитет в Бразилии, входит в штат Парана. Составная часть мезорегиона Северо-центральная часть штата Парана. Входит в экономико-статистический  микрорегион Порекату. Население составляет 12 332 человека на 2006 год. Занимает площадь 246,329 км². Плотность населения — 50,1 чел./км².
Праздник города — 14 ноября.

## История
Город основан 14 ноября 1951 года.

## Статистика
- Валовой внутренний продукт на 2003 год составляет 62 110 804,00 реалов (данные: Бразильский институт географии и статистики).
- Валовой внутренний продукт на душу населения на 2003 год составляет 5063,24 реалов (данные: Бразильский институт географии и статистики).
- Индекс развития человеческого потенциала на 2000 год составляет 0,726 (данные: Программа развития ООН).